# Marijonas Ročius
Marijonas Ročius (* 9. Februar 1963 in Vilnius) ist ein litauischer Fernschachspieler.

## Leben
Nach dem Abitur 1981 an der Antanas-Vienuolis-Mittelschule Vilnius absolvierte er 1986 ein Diplomstudium an der Mathematik- und Informatikfakultät der Universität Vilnius. 2000 bildete er sich weiter in den USA. 1986 arbeitete er am Wirtschaftsministerium Litauens und 1991 als Manager im Unternehmen AB „Pajus“. Ab 2000 leitete er die Finanzgesellschaft UAB „Investicijų portfelių valdymas“ als Generaldirektor. Von 1997 bis 2000 war er Mitglied im Rat der Stadtgemeinde Vilnius.
Seit 1991 ist er Mitglied der Lietuvos socialdemokratų partija.
2001 wurde ihm von der International Correspondence Chess Federation der Titel eines Internationalen Fernschachmeisters verliehen, 2002 der Titel eines Verdienten Internationalen Meisters (SIM) im Fernschach. Auch im Turnierschach war Ročius aktiv und erreichte im Januar 1995 seine höchste Elo-Zahl von 2275. Ab 2007 war er Vizepräsident der Lietuvos šachmatų federacija.